# Mitgliedervertreterversammlung
Die Mitgliedervertreterversammlung stellt im Versicherungsverein auf Gegenseitigkeit das Gegenstück zur Hauptversammlung in der Aktiengesellschaft dar. Sie bildet die Oberste Vertretung nach § 191 VAG im VVaG, wobei die Mitgliedervertreterversammlung insbesondere in größeren Versicherungsvereinen anzutreffen ist, wogegen in kleineren Vereinen die Mitgliedervollversammlung die Oberste Vertretung bildet.
Aufgaben sind insbesondere Entscheidung über Satzungsänderungen, Wahl des Aufsichtsrats (wenn der Verein weniger als 500 Mitarbeiter hat, sonst gilt das Drittelbeteiligungsgesetz, wonach ein Drittel des Aufsichtsrats durch die Arbeitnehmer zu wählen ist), Entscheidung über die Ausgabe von Genußrechten (mit 3/4-Mehrheit zu beschließen).